# Anatoli Rybakov (réalisateur)
Pour les articles homonymes, voir Rybakov.

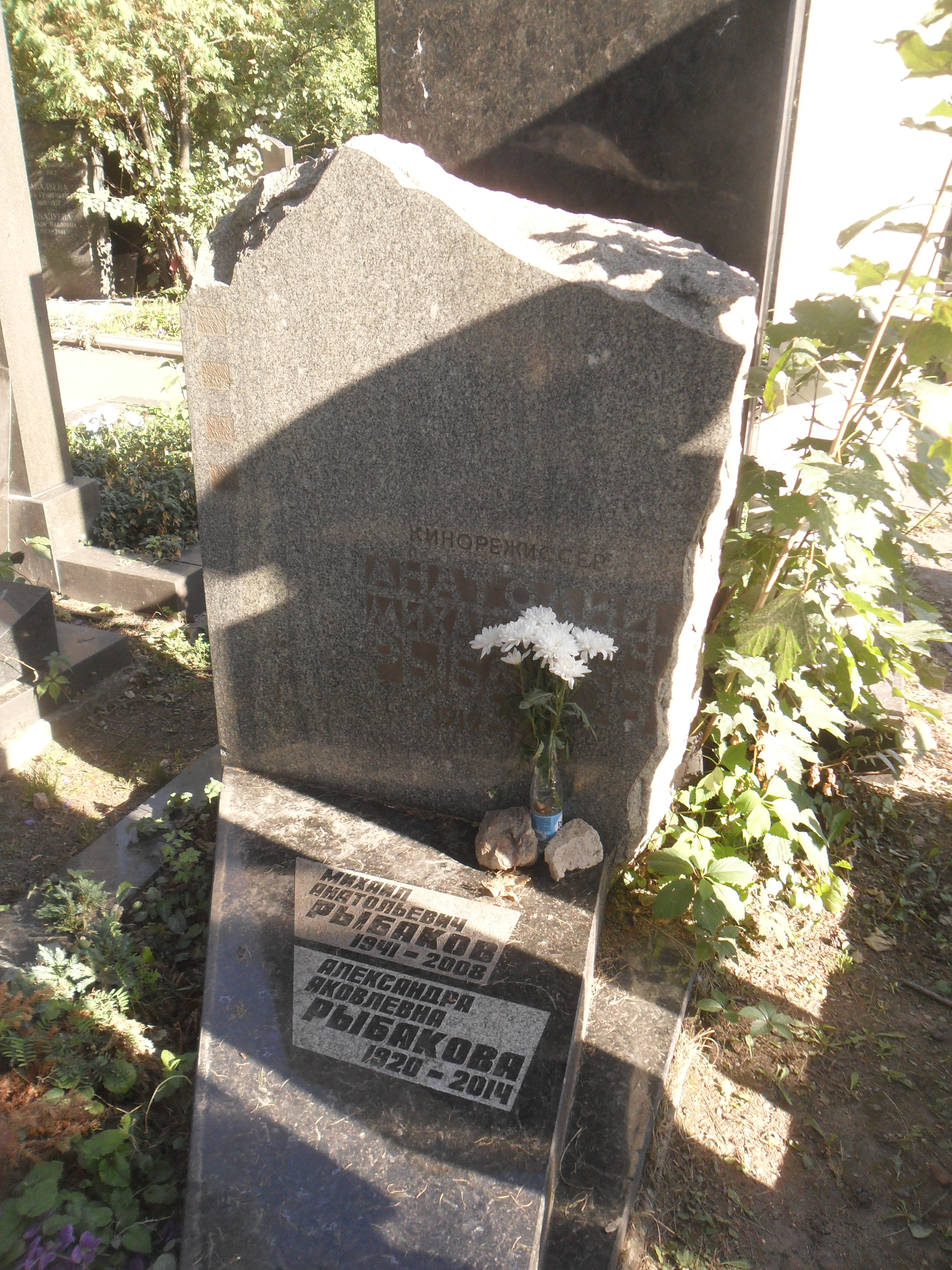

Anatoli Mikhaïlovitch Rybakov (en russe : Анато́лий Миха́йлович Рыбако́в), né le 5 février 1919 à Pougatchev et mort le 29 mars 1962 à Moscou, est un réalisateur soviétique.

## Filmographie
- 1948 : Le Chemin de la gloire (ru) (Путь славы), coréalisé avec Mikhail Schweitzer et Boris Bouneïev (ru)
- 1953 : Le Déjeuner chez le maréchal (Завтрак у предводителя) film-spéctacle d'après la pièce éponyme d'Ivan Tourgueniev
- 1956 : Affaire n° 306 (ru) (Дело № 306), d'après la nouvelle de Matvei Roizman (ru)
- 1957 : Le But de sa vie (Цель его жизни)
- 1959 : Vassili Sourikov (ru) (Василий Суриков)
- 1961 : Au début du siècle (ru) (В начале века)